# Owik Gajkowitsch Ogannisjan
Owik Gajkowitsch Ogannisjan, russisch: Овик Гайкович Оганнисян, englisch: Ovik Gajkovitch Ogannisian (* 25. Oktober 1992) ist ein russischer Boxer aus Odinzowo bei Moskau.

## Karriere
Er kämpft für ZSKA Moskau und konnte 2012 die russischen Meisterschaften und die russische Sommer-Universiade gewinnen. Er nahm daraufhin bei den Europameisterschaften 2013 in Minsk teil, wo er Vincenzo Picardi (3:0) und Avtandil Chubabria (2:1) besiegte, im Halbfinale gegen Michael Conlan (1:2) ausschied und somit eine Bronzemedaille gewann. 
Bei russischen Meisterschaften gewann er in den Folgejahren 2015 Silber, sowie 2013, 2016 und 2017 Bronze. Eine weitere Silbermedaille gewann er 2017 beim Chemiepokal in Deutschland.